# NGC 6875A
NGC 6875A is een balkspiraalstelsel in het sterrenbeeld Telescoop. Het hemelobject werd op 1 juli 1834 ontdekt door de Britse astronoom John Herschel.

## Synoniemen
- ESO 284-24
- IRAS 20084-4617
- PGC 64240